# Borstelstaartboomstekelvarken
Het borstelstaartboomstekelvarken (Chaetomys subspinosus)  is een zoogdier uit de familie van de stekelvarkens van de Nieuwe Wereld (Erethizontidae). De wetenschappelijke naam van de soort werd voor het eerst geldig gepubliceerd door Ignaz von Olfers in 1818.

## Voorkomen
De soort komt voor in Brazilië.